# Royal Wahingdoh Football Club
Maillots
Le Royal Wahingdoh Football Club (en hindi : रॉयल वाहिंगदोह फुटबॉल क्लब), plus couramment abrégé en Royal Wahingdoh, est un club indien de football fondé en 1946 et basé dans la ville de Shillong, dans l'État du Meghalaya.
Il s'agit d'une fusion en 2008 entre 2 clubs, le Royal Football Club et le Wahingdoh Sports Club. Le club évolue actuellement en Shillong Premier League (D3). 

## Bilan sportif

### Palmarès
| Compétitions nationales |
| --- |
| - Championnat d'Inde D2 (1) : - Champion : 2013-14. - Championnat d'Inde D3 (3) : - Champion : 2009-10, 2010-11 et 2011-12. |

### Saisons
| Saison    | Division                      | Classement                          | Coupe d'Inde | Durand Cup |
| --------- | ----------------------------- | ----------------------------------- | ------------ | ---------- |
| 2007      | Shillong Second Division (D5) | Inconnu                             | Aucune       | Aucune     |
| 2008      | Shillong Second Division      | Champion                            | Aucune       | Aucune     |
| 2009      | Shillong First Division (D4)  | Champion                            | Aucune       | Aucune     |
| 2010      | Shillong Premier League (D3)  | Champion                            | Aucune       | Aucune     |
| 2011      | I-League 2nd division         | 1er du groupe C, 6e du groupe final | 1er tour     | Aucune     |
| 2012      | I-League 2nd division         | 1er du groupe A, 4e du groupe final | Aucune       | Aucune     |
| 2013      | I-League 2nd division         | 3e du groupe B                      | Aucune       | Aucune     |
| 2014      | I-League 2nd division         | Champion                            | Aucune       | Aucune     |
| 2014-2015 | I-League                      | 3e                                  | 1er tour     | Aucune     |
| 2016      | Shillong Premier League (D3)  | 3e                                  | Aucune       | Aucune     |

## Personnalités du club

### Présidents du club
- Domnic Tariang

### Entraîneurs du club
- Santosh Kashyap